# Tavira
Tavira là một đô thị thuộc tỉnh Faro, Bồ Đào Nha. Đô thị này có diện tích 609 km², dân số thời điểm năm 2001 là 24997 người.